# Morro Cabeça no Tempo
Morro Cabeça no Tempo là một đô thị thuộc bang Piauí, Brasil. Đô thị này có diện tích 2210,922 km², dân số năm 2007 là 4241 người, mật độ 1,92 người/km².